# Simplonstraße
Die Simplonstraße in Berlin-Friedrichshain verläuft von der Wühlischstraße / Ecke Simon-Dach-Straße bis zur Sonntagstraße / Ecke Neue Bahnhofstraße nahe dem Bahnhof Ostkreuz. Ihren Namen bekam sie am 15. September 1906 nach dem Schweizer Simplonpass und den im gleichen Jahr eröffneten Simplontunnel. Zuvor war sie ein Abschnitt der Kopernikusstraße und endete bis 1939 an der Lenbachstraße. Dann wurde sie um die Ludwig-Lehmann-Straße (zwischen Lenbach- und Neuer Bahnhofstraße) erweitert.
Die Nummerierung begann zunächst im Südosten an der Lenbachstraße als fortlaufende Hufeisennummerierung. Mit der Verlängerung der Straße im Jahr 1939 wurde sie auf wechselseitige Orientierungsnummerierung umgestellt und beginnt seitdem im Nordwesten an der Wühlischstraße.

## Gebäude und Einrichtungen
Das von Karl Burau im Jahr 1912 erbaute Mietshaus in der Simplonstraße 6 steht unter Denkmalschutz. Es wurde im Jahr 2005 saniert.
An der Ecke Niemannstraße befindet sich die Modersohn-Grundschule.

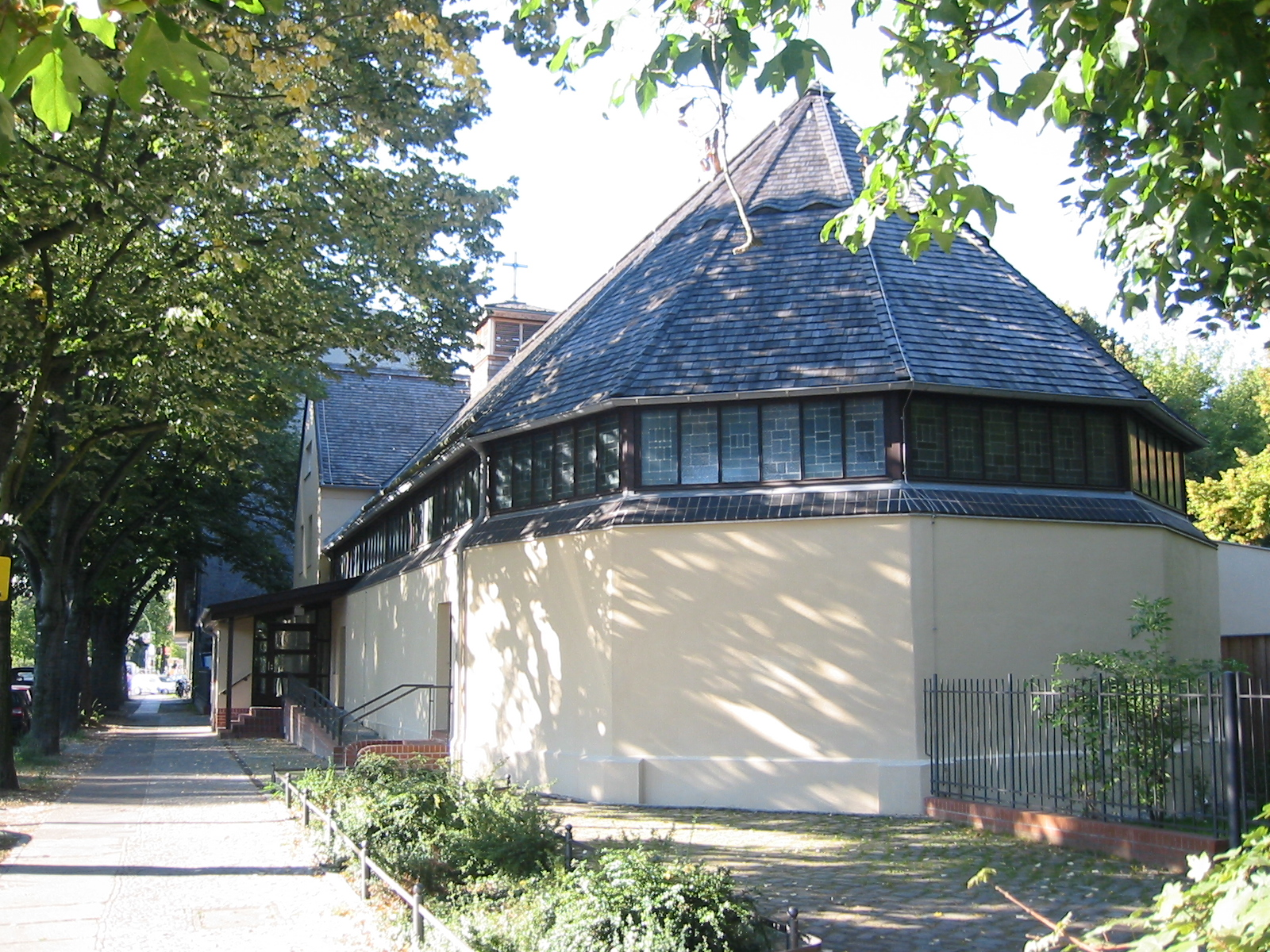
Offenbarungskirche

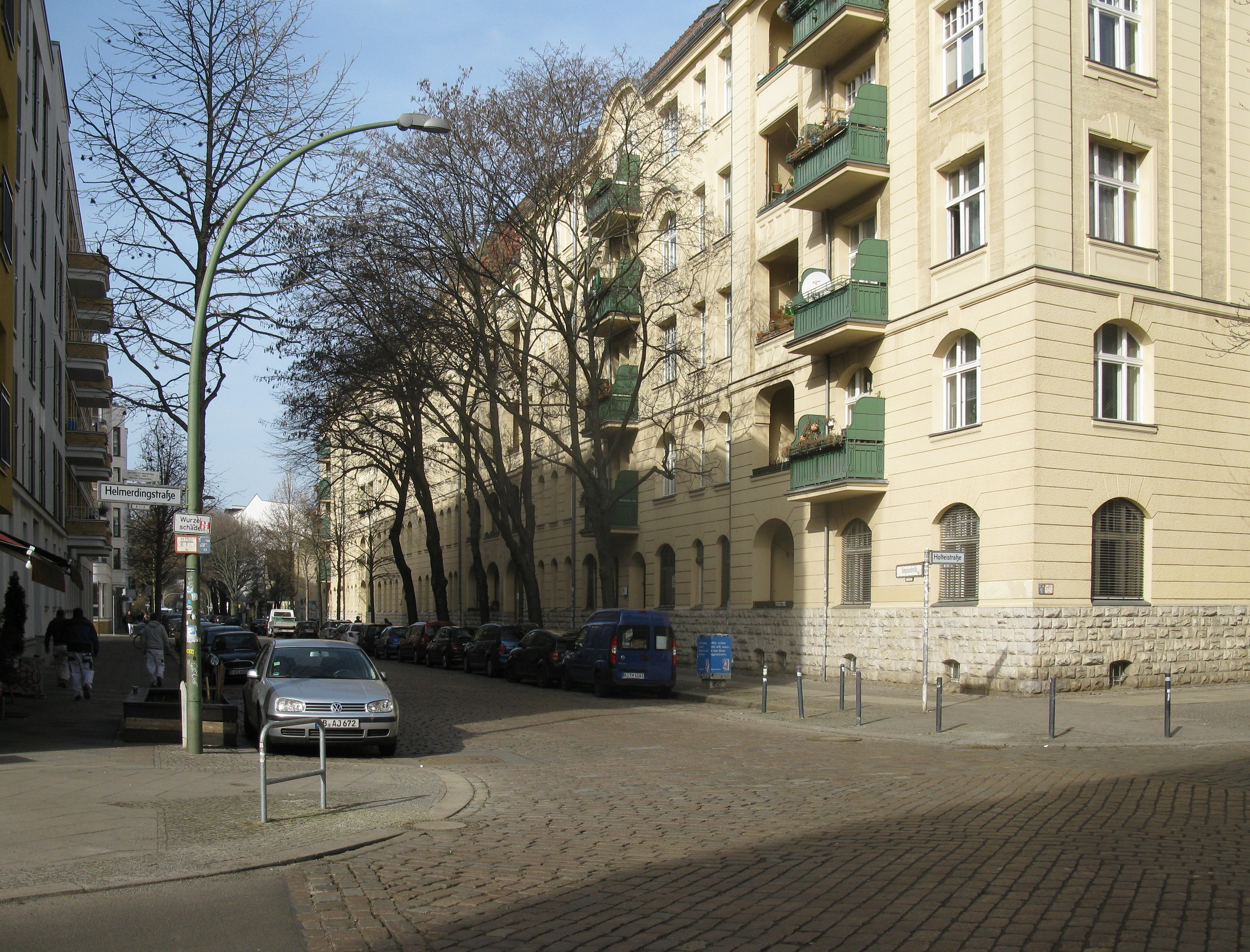
Helenenhof, Simplonstraße 41–51

Unter Denkmalschutz steht auch die 1949 erbaute evangelische Offenbarungskirche mit den Hausnummern 31 bis 37. Sie ist Hauptkirche der am 29. November 1998 durch Zusammenlegung mehrerer Gemeinden entstandene Gemeinde Boxhagen-Stralau. Zu der Kirche gehören ein Gemeindehaus und eine Pfarrwohnung. Die Kirche, ein Holzkonstruktionsbau einer von Otto Bartning entworfenen Serienfertigung, wurde im Rahmen eines Notkirchen-Programms vom Schweizer Hilfswerk der Evangelischen Kirche gestiftet. Ursprünglich hatte die Kirchengemeinde bereits vor dem Ersten Weltkrieg ein Erbbaurecht für die Errichtung einer Kirche auf dem Wühlischplatz. Dort kam jedoch kein Bau zustande. Stattdessen wurde das Grundstück gegen den Bauplatz in der Simplonstraße eingetauscht.
Die Kirche besitzt einen Dachreiter und eine durchgehende Fensterreihe zwischen Dach und Mauerwerk. Der Altar befindet sich im mehreckigen Ostbogen. 1960 wurde das Gemeindehaus der Offenbarungskirche vergrößert.
In der Simplonstraße 15/16 (jetzt 33/35) eröffnete am 2. November 1929 ein städtisches Kinderhaus. Es galt als eine der modernsten Einrichtungen seiner Art und bestand aus einer Kleinkinderabteilung, einer Tageskrippe und einem Kindertagesheim.
Die Club- und Kulturwerkstatt Lovelite entstand ursprünglich als Do-it-yourself-Club in einem baufälligen Haus und zog im Jahr 2000 in eine ehemalige Autowerkstatt in der Simplonstraße 38/40. Schwerpunkt der Aktivitäten des Clubs sind Partys und Konzerte, gelegentlich gibt es Lesungen, Kunstausstellungen und Ähnliches. Der Club, der zeitweise als Parteizentrale der Bergpartei fungierte, wurde 2013 geschlossen, da das Grundstück neu bebaut wurde. In einer neu entstandenen Ladenwohnung wurde das Lovelite 2016 an gleicher Stelle wiedereröffnet.
Die Häuserzeile Nr. 41 bis 51 gehört zum Baudenkmal Helenenhof, das im Zweiten Weltkrieg teilweise stark beschädigt wurde. Die Gebäude in der Simplonstraße wurden vereinfacht wiederhergestellt und unter Denkmalschutz gestellt.

## Filme
Die „Simplonstraße Ecke Wühlischstraße“ wird in dem Spielfilm Die Drei von der Müllabfuhr – Baby an Bord explizit als Schauplatz erwähnt.